# The Docks of New York
The Docks of New York (Els molls de Nova York, 1928) és una pel·lícula dramàtica muda estatunidenca dirigida per Josef von Sternberg i protagonitzada per George Bancroft, Betty Compson, i Olga Baclanova. El guió fou adaptat per Jules Furthman de la novel·la de John Monk Saunders The Dock Walloper.

## Sinopsi

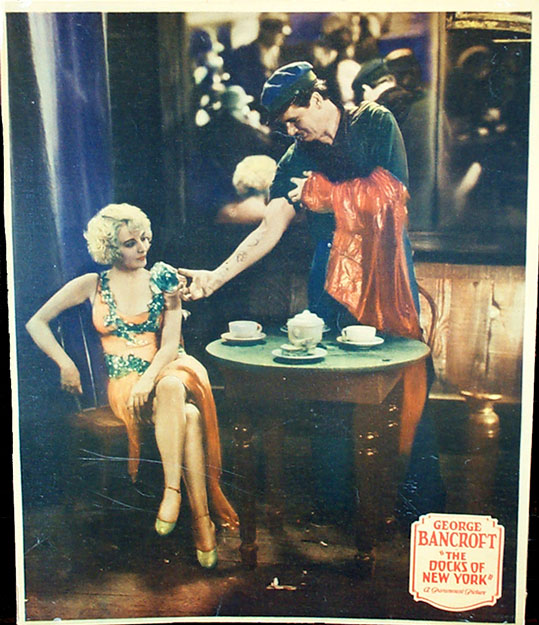
Targeta de The Docks of New York

Un vaixell de vapor estatunidenc va atracar al port de Nova York en algun moment dels primers anys del segle XX abans de la prohibició. A les entranyes del vaixell, els fogoners estan tancant els forns i preveient una nit de sortida. Andy (Mitchell Lewis), el tercer enginyer, adverteix a la tripulació esgotada que seran castigats si tornen beguts quan el vaixell salpi l'endemà al matí. Els carboners es reuneixen per veure els grafits pornogràfics gravats a la paret de la sala de màquines abans de desembarcar cap els fabricants de ginebra locals.
A la riba, Andy entra a The Sandbar, un saló de ball, anhelant una cervesa i una companyia femenina. Té una trobada inesperada amb la seva estranya dona, Lou (Olga Bachonova). Durant la seva absència de tres anys, ella s'ha convertit en un habitual del local, on gaudeix lliurement de la companyia masculina. La "parella" s'uneix a l'altre per prendre una copa; no s'ha perdut l'amor entre ells.
El fogoner Bill Roberts (George Bancroft), un buscaraons fatxenda quan està en permís, rescata a una prostituta de morir ofegada anomenada Mae (Betty Compson) que s'ha llençat al dic per acabar amb la seva sòrdida vida. Bill, ignorant l'advertència del seu company "Sugar" Steve (Clyde Cook), porta impassivament la dona semi-conscient a una habitació situada a sobre de The Sandbar, indiferent a les protestes de l'esposa del propietari, la senyora Crimp (May Foster). Lou intercedeix en proporcionar primers auxilis i reviu Mae, un àngel caigut com ella mateixa. La creixent consciència de Bill sobre la bellesa física de Mae fa que assumeixi una qualitat propietària. Li agafa una beguda del bar i li presenta un vestit bonic que roba d'una casa de peons del costat. Bill l'exhorta a unir-se a ell per a la nit, i Mae, desconcertada i vulnerable, accepta la seva invitació. Es troben a la planta baixa a la taverna.
Andy intenta treure rang i separar la parella, però el poderós fogoner li propina cops forts. Lou, observant la grolleria del seu marit, el mira amb menyspreu. Mae i Bill es confessen mútuament les seves històries sexuals, ella amb pena, ell amb orgull masculí. Per guanyar els favors de Mae per a la nit, Bill accepta casar-se amb ella a l'instant, i Mae l'obliga amb nostàlgi.
El missioner local “Hymn Book” Harry (Gustav von Seyffertitz) és convocat i fa la lcerimònia. Lou proporciona a Mae un anell: el seu propi anell de casament ara superflu. La parella fa els seus vots, cadascun de manera vergonyosa, i els antics mecenes observadors observen amb solemnitat burlona, després esclaten amb alegria quan els nuvis es besen.
L'endemà al matí, Bill marxa silenciós de la suite de la lluna de mel, sense dir cap res a Mae. Andy, observant que el fogoner abandona la seva "dona", es dirigeix a l'habitació de Mae, on ella acaba de descobrir la deserció de Bill. Andy intenta forçar-la, però Lou arriba i li dispara. La policia sospita de Mae, però Lou confessa i és arrestada.
Sota els afalagaments de Steve “Sugar”, Bill s'acomiada de Mae: la influència del possessiu Steve “Sugar”. Impulsada a la distracció per la seva perfídia, ella l'empeny amb ràbia de la seva habitació.
A bord del vaixell de vapor, Bill té una epifania. Salta dels forns subterranis a la coberta assolellada, fa salts al mar i neda fins a la vora. Allà pregunta sobre el parador de Mae i descobreix que ella es troba sota custòdia al Tribunal Nocturn, acusada de robar-li la roba que li havia donat. Moments després que el jutge la condemni a presó, Bill es presenta i confessa el crim, exonerant Mae. Es compromet a reunir-se amb Mae després que compleixi la seva condemna de 60 dies i ella accepta esperar-lo.

## Repartiment
- George Bancroft – Bill Roberts
- Betty Compson – Mae
- Olga Baclanova – Lou (esposa d'Andy)
- Clyde Cook – "Sugar" Steve (Amic de Bill)
- Mitchell Lewis – Andy (tercer enginyer)
- Gustav von Seyffertitz – "Hymn Book" Harry

### No acreditats
- Richard Alexander – Amor de Lou
- May Foster – Mrs. Crimp
- George Irving – Jutge de la Cort
- John Kelly – Mariner Barfly
- Charles McMurphy – Policia
- Guy Oliver – Sr Crimp
- Bob Reeves – Agutzil de la Cort
- Lillian Worth – Noia de Steve

## Producció
El 5 de maig de 1928, Paramount Pictures va anunciar que la seva següent pel·lícula seria The Docks of New York; amb Josef von Sternberg contractat per dirigir-la i George Bancroft per protagonitzar un guió de The Dock Walloper de Monk Saunders adaptat per Jules Furthman. Abans de la producció, von Sternberg i Furthman van anar a Nova York per realitzar investigacions sobre la pel·lícula.
Un treball altament col·laboratiu, The Docks de Nova York es va beneficiar del guió de Jules Furthman, de manera que "la visió del director ... no es pot distingir fàcilment dels escenaris de Furthman". Els guions de les pel·lícules més celebrades de Sternberg, entre elles Morocco (1930), Shanghai Express (1932) i Blonde Venus (1932) van ser proporcionats per Furthmann. Sternberg també es va beneficiar de la fotografia de Harold Rosson, qui es va inspirar en les "idees innovadores i innovadores del director". Rosson seria contractat pels estudis MGM i guanyaria l'Oscar a la millor fotografia per El màgic d'Oz. El director artístic Hans Dreier, que havia treballat a l'UFA alemanya,, va crear el conjunt evocador del Sandbar amb la seva atmosfera demimonde subjectiva del moll de Nova York de Sternberg. Posteriorment, Dreier supervisaria el disseny de la producció d'estudi durant dècades com a responsable del departament d'art de Paramount.
La producció va començar a la pel·lícula el 25 de juny, amb la fotografia principal a partir del 10 de juliol de 1928. La producció es va rodar íntegrament als Estudis Paramount on van crear conjunts per semblar el passeig marítim de la ciutat de Nova York.

## Estrena
La pel·lícula es va estrenar a la ciutat de Nova York el 16 de setembre de 1928, al Paramount Theatre i es va estrenar el 29 de setembre a altres parts del país. La pel·lícula va obtenir 88.000 mil dòlars en la seva primera setmana de llançament al Paramount Theatre, batent un rècord establert prèviament per la pel·lícula Underworld, de von Sternberg el 1927.

## Recepció
Variety va anomenar la pel·lícula "una imatge de programa de suro" i diu que la pel·lícula troba la falta de grandesa per un "bigoti". També han elogiat la interpretació de Bancroft, la direcció de von Sternberg, la cinematografia de Harold Rosson i els intertítols de Julian Johnson.
El crític de cinema John Baxter va observar que "The Docks of New York... és avui la més popular de les pel·lícules mudes de Sternberg, tot i que va obtenir un a pobra taquilla al seu llançament".
The Docks of New York va ser una de les darreres pel·lícules de l'època muda. Fou previsionada per la premsa de la ciutat de Nova York durant la mateixa setmana que va veure l'obertura de The Singing Fool d'Al Jolson, i la pel·lícula de Sternberg va ser "passada per complet pel clamor" que va acompanyar l'arribada de les imatges parlants. El crític de cinema Andrew Sarris va lamentar que la pel·lícula de Sternberg "es va esvair ràpidament en l'oblit no immerescut ... confirma[nt] l'observació de Chaplin que les pel·lícules mudes van aprendre el seu ofici gairebé el temps que van sortir del negoci".
El conservador de pel·lícules del Museu d'Art Modern de Nova York Charles Silver va classificar The Docks of New York com "probablement l'última pel·lícula muda realment realitzada a Hollywood [rivalitzant] amb les obres mestres de Chaplin de la dècada de 1930." Pel que fa a l'obra de Sternberg, The Docks of New York va ser “la primera en que es va realitzar plenament el seu prodigiós geni pictòric.”
Una pel·lícula “enganyosament senzilla” i “afectiva emocionalment”, Sternberg va combinar l'espectacle i l'emoció, on “els seus personatges guanyen en claredat el que perden en complexitat”.
Actualment, la pel·lícula té una puntuació del 100% del lloc de revisió Rotten Tomatoes.
The Docks of New York fou afegida a la Criterion Collection el 2010 com a part de la sèrie “Three Silent Classics by Josef von Sternberg”.

## Temes
Malgrat la lúgubre posada en escena que proporciona el llenç per a la imaginació de Sternberg, la pel·lícula no és "un thriller del crim, ni un noir dur ... The Docks of New York és una elegant i elegíaca història d'amor [i] la pel·lícula més emocionalment afectada" de la carrera de Sternberg.
En un melodrama estàndard amb una trama "enganyosament simple", Sternberg no aborda les condicions socials de les figures de la classe treballadora; a ell no li "preocupa la consciència de classe dels personatges". En lloc d'esforçar-se a ser realistes, la fotografia de Sternberg servei per "donar a les experiències visuals sentiments més que fets". A través de la combinació del moviment de càmera (en contraposició al muntatge) i les seves composicions de mise-en-scène "que s'assemblen molt al cinema expressionista alemany", Sternberg transmet una "maduresa emocional profundament sentida i una passió crua que no s'havia vist prèviament a la pantalla estatunidenca"."
El crític de cinema William Blick es reserva una menció especial per a l'escena del casament de la pel·lícula:
| « | L'escena del casament és potser la més memorable de la pel·lícula, després que Bill hagi acceptat casar-se amb Mae com un desafiament. Al bar ple de gent, el predicador és arrossegat per emetre els vots. Bill pren els seus vots sabent que no els pot mantenir, i Mae l'accepta seriosament, mentre que els altres es burlen. El fort contrast entre l'escenari de la sala i la solemnitat dels vots del casament suposa una paradoxa interessant; una que transcorre al llarg de la pel·lícula i se centra en la companyonia condemnada enmig del llenç dels molls de Nova York. | » |

El crític Andrew Sarris considera l'escena "cosint", amb l'ús de la "càmera subjectiva" el moment psicològic clau de la pel·lícula:
| « | Sternberg dramatitza tranquil·lament la transició emocional amb una escena en la qual Compson cosia la butxaca de Bancroft després que li hagi estat arrencada pel gelós amic de Bancroft [Clyde Cook]. Aquesta butxaca, com el mocador de Desdemona, es converteix en la correlativa visual del drama, el camp de batalla entre sentiments conjugals. Per subratllar aquesta aposta, Sternberg fins i tot passa d'un punt de vista objectiu a un subjectiu de la càmera fotografiant l'agulla que Compson intenta enfilar entre llàgrimes. Quan Bancroft treu l'agulla i la enfila ell mateix, la ironia domèstica de la situació pren una nova dimensió. Es converteix psicològicament a través d'aquest gest extern que Bancroft necessita l'amor de Compson més que la seva cura i que, per contra, Compson té més amor en ella que cura... | » |

## Assoliments
El 1999, la pel·lícula va ser considerada "culturalment, històricament o estèticament significativa" per la Biblioteca del Congrés dels Estats Units i seleccionada per al National Film Registry.